# 紅縛平鮋
紅縛平鮋為輻鰭魚綱鮋形目鮋亞目平鮋科的其中一種，為亞熱帶海水魚，分布於東太平洋美國加州舊金山至墨西哥下加利福尼亞北部海域，棲息深度0-302公尺，體長可達51公分，棲息在岩石底質底層水域，卵胎生，生活習性不明。